# Bisdom Bungoma
Het bisdom Bungoma (Latijn: Dioecesis Bungomaensis) is een rooms-katholiek bisdom met als zetel Bungoma, in Kenia. Het bisdom is suffragaan aan het aartsbisdom Kisumu. 

## Geschiedenis
Het bisdom werd opgericht op 27 april 1987, uit delen van de bisdommen Eldoret en Kakamega, en was suffragaan aan het aartsbisdom Nairobi. Op 21 mei 1990 veranderde het van kerkprovincie en werd suffragaan aan het aartsbisdom Kisumu. 

## Parochies
Het bisdom had in 2022 een oppervlakte van 4.550 km2 en telde 1.659.902 inwoners waarvan 46,2% rooms-katholiek was.

## Bisschoppen
- Longinus Atundo (27 april 1987 - 15 november 1996)
- Norman King’oo Wambua (27 jun 1998 - 23 juni 2018)
- Mark Kadima Wamukoya (14 december 2021 - heden)